# Hỏa (Ngũ hành)
Đối với các định nghĩa khác, xem Hỏa.
Hỏa (火) là yếu tố thứ hai trong Ngũ hành.

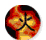
Hỏa

## Đặc điểm
Khái niệm Hành Hỏa chỉ phương Nam, mùa hè, lửa và sức nóng. Hỏa có thể đem lại ánh sáng, hơi ấm và hạnh phúc, hoặc có thể tuôn trào, bùng nổ và sự bạo tàn. Ở khía cạnh tích cực, Hỏa tiêu biểu cho danh dự và sự công bằng. Ở khía cạnh tiêu cực, Hỏa tượng trưng cho tính gây hấn và chiến tranh. Là khắc tinh của Kim và là hành sinh ra Thổ.

## Tính cách người thuộc hành này
Người mạng Hỏa yêu thích hành động và thường nắm vai trò lãnh đạo. Họ lôi kéo người khác, thường là vào rắc rối, vì họ không ưa luật lệ và bất chấp hậu quả.
- Tích cực: Người có óc canh tân, khôi hài và đam mê.
- Tiêu cực: Nóng vội, lợi dụng người khác và không mấy quan tâm đến cảm xúc.

## Vạn vật thuộc hành này
- Hình tượng mặt trời.
- Nến, đèn các loại.
- Tứ diện đều.
- Màu đỏ, cam, vàng, tím, hồng.
- Vật dụng thủ công.
- Tranh ảnh về mặt trời, lửa...